# Midlothian (Virginie)
Pour les articles homonymes, voir Midlothian.

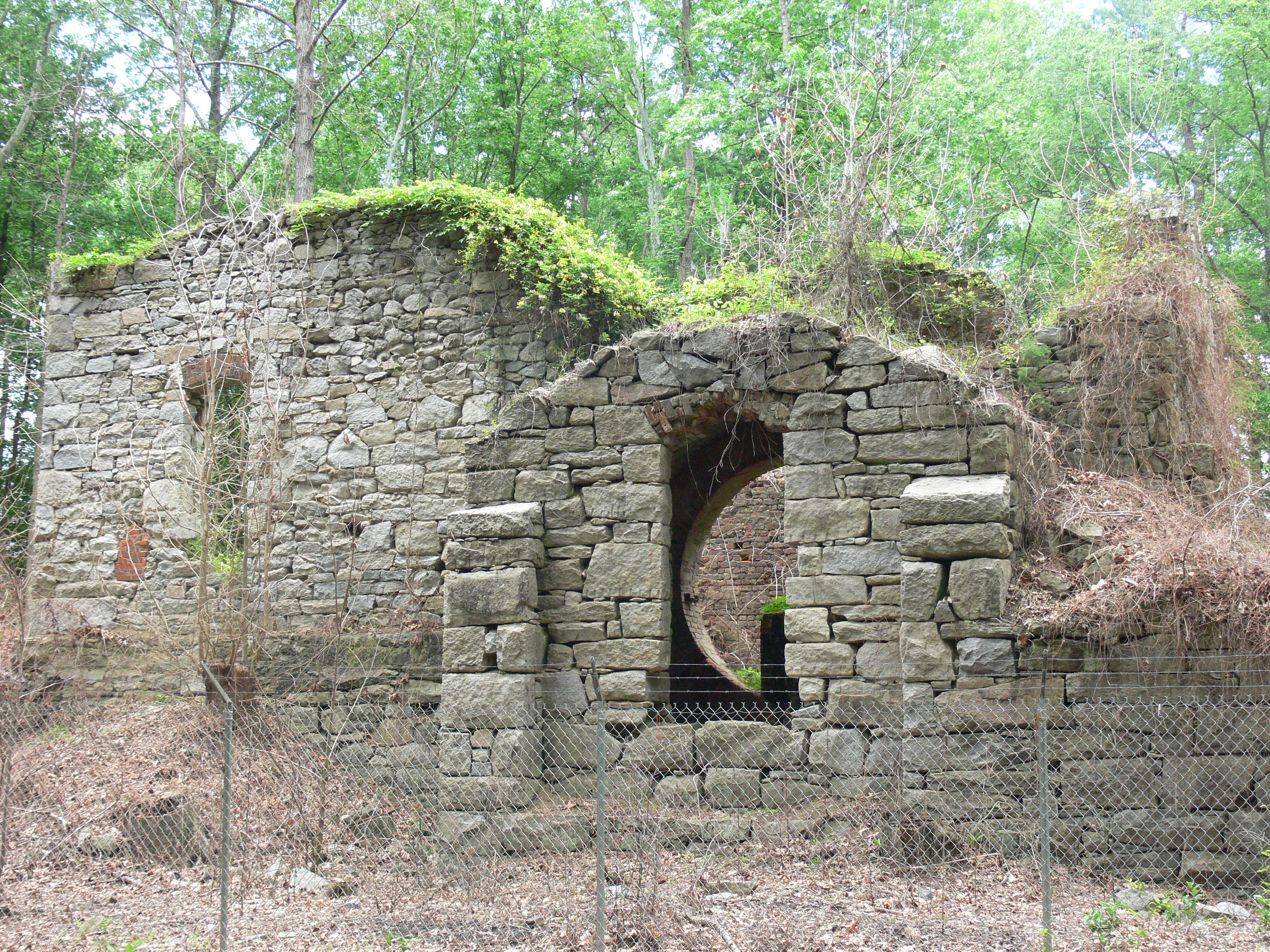
Ruines de la station de pompage d'air de Grove Shaft, qui fait aujourd'hui partie du Mid-Lothian Mines Park.

Le village de Midlothian est une zone non-incorporée du Comté de Chesterfield (Virginie), États-Unis.
Fondé il y a 300 ans en tant que village minier, il est partie intégrante (bien qu'éloigné) de la ville de Richmond.